# Museumwoning Van Eesteren
De Van Eesteren Museumwoning in Slotermeer in Amsterdam Nieuw-West is een portiekwoning gelegen aan de Freek Oxstraat 27 en geopend toen de wijk in oktober 2012 precies 60 jaar bestond.
Het Van Eesterenmuseum heeft samen met woningcorporatie De Alliantie de woning uit 1953 in originele staat teruggebracht. Het interieur werd geschonken door buurtbewoners en andere geïnteresseerden. Zo konden hun dierbare spullen een nieuw leven krijgen in de museumwoning. Door vrijwilligerse zijn de spullen opgeknapt, de woning schoongemaakt en ingericht.
Een kolenkachel, telefoneren met ‘een groot bakelieten geval’ en koken in een Bruynzeel-keuken geeft een idee van wonen in de jaren vijftig. De modelwoning is ingericht volgens de principes van de ‘Stichting Goed Wonen’. Dit was een organisatie van idealistische architecten, ontwerpers en fabrikanten die na de Tweede Wereldoorlog streefden naar een woninginrichting waarin ieder gezinslid zich optimaal kon ontplooien.